# Scirpus molinianus
Scirpus molinianus är en halvgräsart som beskrevs av Alan Ackerman Beetle. Scirpus molinianus ingår i släktet skogssävssläktet, och familjen halvgräs. Inga underarter finns listade i Catalogue of Life.